# Evangelische Kirche Michelbach (Schotten)

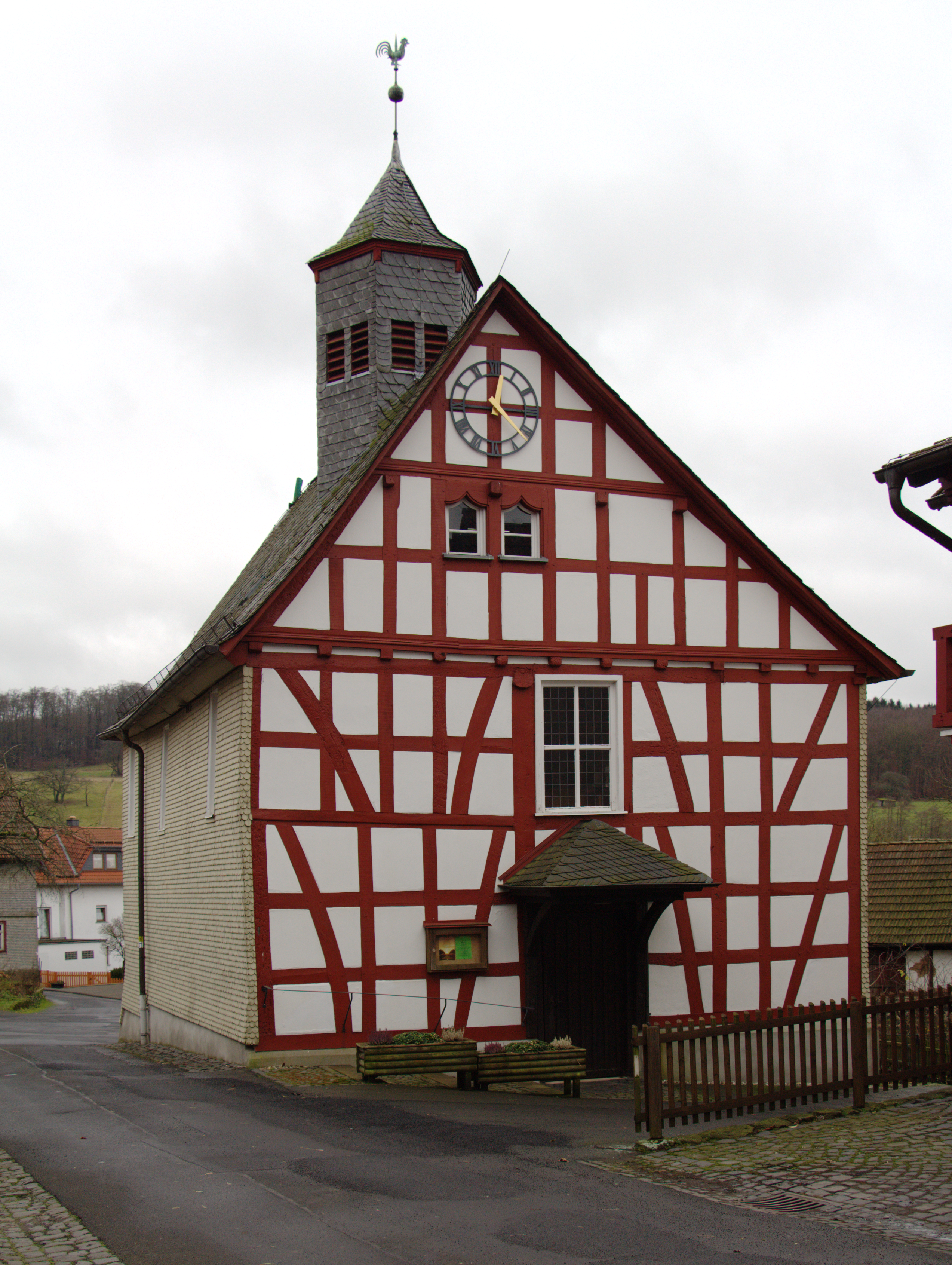
Evangelische Kirche in Michelbach

Die evangelische Kirche Michelbach ist ein denkmalgeschütztes Kirchengebäude, im Stadtteil Michelbach der Stadt Schotten im Vogelsbergkreis in Hessen steht. Die selbstständige Kirchengemeinde Michelbach gehört zum Pfarramt Breungeshain im Dekanat Büdinger Land der Propstei Oberhessen in der Evangelischen Kirche in Hessen und Nassau.

## Beschreibung
Die Fachwerkkirche, in der ursprünglich auch die Schule untergebracht war, wurde in der zweiten Hälfte des 19. Jahrhunderts erbaut. Die Wände sind mit Schindeln verkleidet, nur das Holzfachwerk der Westseite ist freigelegt. 1835 erfolgte der Umbau zur heute bestehenden Kirche mit unregelmäßig verschobenem, dreiseitigem Schluss nach Osten. Aus dem unsymmetrischen Satteldach erhebt sich ein sechseckiger, verschieferter, mit einem Zeltdach bedeckter Dachreiter, hinter dessen Klangarkaden sich der Glockenstuhl befindet, in dem zwei Kirchenglocken hängen. Die älteste stammt aus dem Jahr 1577. Die zweite Glocke wurde 1873 angeschafft, fiel aber dem Ersten Weltkrieg zum Opfer. 1922 wurde eine Ersatzglocke erworben. Diese und die alte Glocke von 1577 überstanden den Zweiten Weltkrieg. Sie dürfen aus baustatischen Gründen nicht mehr geläutet werde. Die Flachdecke des Innenraums hat zwei Unterzüge, die bis zur Instandsetzung im Jahr 1955 von Stützen gehalten wurden. Die Brüstungen der Emporen wurden 1835 von Johann Henrich Hisgen, einem Sohn von Daniel Hisgen bemalt. Er schuf außerdem 1837 ein Medaillon mit dem Bildnis von Martin Luther.